# Skokan hrotnatý
Skokan hrotnatý, česky také hrotnatka Güntherova (Cornufer guentheri), je žába z čeledi Ceratobatrachidae. Druh popsal George Albert Boulenger roku 1884 pod jménem Ceratobatrachus guentheri.

## Výskyt
Skokan hrotnatý se vyskytuje na Šalomounových ostrovech (obývá i ostrovy Bougainville a Buka, jež administrativně nespadají pod stejnojmenný stát). Žije převážně v podrostu tropických deštných lesů, a to až do nadmořské výšky 1 200 metrů. Celkem dobře prosperuje i v pozměněných stanovištích, jako jsou druhotné lesy či zahrady.

## Popis
Skokan hrotnatý dosahuje velikosti 8 až 12 cm, vyznačuje se relativně krátkými zadními končetinami a výraznou trojúhelníkovou hlavou. Nad očima se vytváří struktura podobná rohům, po obou stranách zad se pak táhnou vyvýšené hřebeny. Zbarvení může být různorodé, od hnědé a červenohnědé až po žlutookrovou, s možným pruhem na hřbetě. Barva i tvar těla žábě poskytují dobré maskování ve spadaném listí. Jde o nočního predátora, který loví ze zálohy; nevyhýbá se ani zabíjení jiných žab, objevuje se dokonce i kanibalismus. Snůška činí 8 až 22 vajíček, samice ji ukládá na vlhké místo. Vývoj vajíček trvá asi 32 dnů a probíhá přímo, bez stádia pulce.

## Ohrožení
Skokan hrotnatý je své domovině velmi hojný a podle Mezinárodního svazu ochrany přírody (IUCN) patří k roku 2020 mezi málo dotčené druhy, ačkoli je vystaven ztrátě přirozeného prostředí a v minulosti i loveckému tlaku. Hypotetickou hrozbu, jíž je třeba věnovat pozornost, představuje pro žáby na ostrovech možné zavlečení chytridiomykózy, globálně rozšířeného houbového onemocnění obojživelníků, jež je vyvoláno chytridiomycetami rodu Batrachochytrium. Šalomounovy ostrovy byly podle IUCN ještě k roku 2020 nákazy prosté.